# Kinek a kulturális diktatúrája?
Kinek a kulturális diktatúrája? címmel 2018-ban jelent meg egy magyar cikksorozat Szakács Árpád újságíró tollából. Széles körben való ismertségét nagy vitákat kiváltó volta okozta. A szerző később könyv formában is megjelentette írásait.

## Története
Szakács újságíró munkásságáról a közbeszéd szélesebb körben 2018-ban szerzett tudomást, amikor a Magyar Idők folyóiratban a „Kinek a kulturális diktatúrája?” című cikksorozata megjelent.
Indítékát a „balliberális értelmiségi holdudvarban” kialakult nagyobb vita adta, hogy mennyire kell nekik együttműködni az – 2010 óta tartó – általuk „fideszes diktatúrának” nevezett politikai vezetéssel. Szakács szerint „Akkor még készültek a hatalom átvételére és a saját holdudvarukon belül is megpróbálták megfélemlíteni azokat, akik bármilyen formában együttműködnek a Fidesszel” – mondta. Továbbá úgy érezték, hogy egy diktatúrában élnek – tette hozzá.
A cikksorozat a magyarországi szépirodalmi-művészi világ Szakács szerint liberális kötődéseit mutatta be részletesen, különös tekintettel arra, hogy – Szakács kutatásai szerint – a magyarországi kultúrvilág irányítói az 1990-es magyarországi rendszerváltás utáni időkben, ráadásul a 2010-es, jobboldali kormányváltást követően is baloldali-liberális körökben kereshetők (más megfogalmazás szerint „hogyan dominál nyolc év Orbán-kormányzás után még mindig a balliberális hálózat a kultúrában”). Az újságíró szerint ilyen világnézetű emberek döntenek arról, hogy ki kerülhet bele a „hivatalos” magyar kultúra szövetébe, ki jut anyagi forrásokhoz ezeken a területeken.
Szakács szerint „az elmúlt nyolc évben a jobboldali kultúrpolitika tevékenysége abban merült ki, hogy finanszírozta és elősegítette a balliberálisok kultúrpolitikáját”, illetve „a saját, tízmilliárdokkal megtámogatott köreink a legjobb esetben is minden hatás nélküli, kínosan amatőr látszatcselekvéssel próbálják elfedni a semmittevést”.
A cikkek egyébként kritikával illették a jobboldali köröket, a liberális kultúrával szemben fellépésük gyengesége miatt.
A cikksorozatról a Reuters, BBC, DPA és más külföldi sajtóorgánum is hírt adott.
Érdekesség, hogy Szakács állítása szerint a cikksorozat egyik része – jóllehet, elsősorban baloldalhoz kötődő személyeket érintett kritikusan – a jobboldali lapban letiltásra került. Ennek oka a kormányközeli körökhöz kötődő Gyürk András Fidesz-kampányfőnök testvérének, Gyürk Dorottya szentendrei alpolgármesternek a liberális világgal való kapcsolatát tárgyalta.

## Könyv formában
Szakács a témakört később – Bayer Zsolt közreműködésével – könyv formájában is feldolgozta A kultúra diktatúrája címmel (Kárpátia Stúdió Kft., Köröstárkány-Kápolnásnyék, 2018).